# Lista stacji i przystanków kolejowych w Ligurii
To jest lista stacji kolejowych w Ligurii zarządzanych przez Rete Ferroviaria Italiana, należącego do Ferrovie dello Stato.

## Lista
| Stacja                            | Miejsce                 | Prowincja | Kategoria |
| --------------------------------- | ----------------------- | --------- | --------- |
| Airole                            | Airole                  | Imperia   | Bronze    |
| Alassio                           | Alassio                 | Savona    | Silver    |
| Albenga                           | Albenga                 | Savona    | Silver    |
| Albisola                          | Albisola Superiore      | Savona    | Silver    |
| Altare                            | Altare                  | Savona    | Bronze    |
| Andora                            | Andora                  | Savona    | Silver    |
| Arcola                            | Arcola                  | La Spezia | Bronze    |
| Arenzano                          | Arenzano                | Genua     | Silver    |
| Bevera                            | Bevera                  | Imperia   | Bronze    |
| Bogliasco                         | Bogliasco               | Genua     | Silver    |
| Bonassola                         | Bonassola               | La Spezia | Silver    |
| Bordighera                        | Bordighera              | Imperia   | Silver    |
| Borghetto Santo Spirito           | Borghetto Santo Spirito | Savona    | Bronze    |
| Borgio Verezzi                    | Borgio Verezzi          | Savona    | Bronze    |
| Borgo Fornari per Voltaggio       | Borgo Fornari           | Genua     | Silver    |
| Bragno                            | Bragno                  | Savona    | Bronze    |
| Busalla                           | Busalla                 | Genua     | Silver    |
| Ca' di Boschetti                  | La Spezia               | Liguria   | Bronze    |
| Cairo Montenotte                  | Cairo Montenotte        | Savona    | Bronze    |
| Camogli-San Fruttuoso             | Camogli                 | Genua     | Silver    |
| Campo Ligure-Masone               | Campo Ligure            | Genua     | Silver    |
| Cavi                              | Cavi                    | Genua     | Bronze    |
| Celle Ligure                      | Celle Ligure            | Savona    | Silver    |
| Cengio                            | Cengio                  | Savona    | Bronze    |
| Ceriale                           | Ceriale                 | Savona    | Bronze    |
| Cervo-San Bartolomeo              | Cervo                   | Imperia   | Bronze    |
| Chiavari                          | Chiavari                | Genua     | Silver    |
| Cogoleto                          | Cogoleto                | Genua     | Silver    |
| Corniglia                         | Corniglia               | La Spezia | Silver    |
| Dego                              | Dego                    | Savona    | Bronze    |
| Deiva Marina                      | Deiva Marina            | La Spezia | Silver    |
| Diano Marina                      | Diano Marina            | Imperia   | Silver    |
| Ferrania                          | Ferrania                | Savona    | Bronze    |
| Finale Ligure Marina              | Finale Ligure           | Savona    | Silver    |
| Framura                           | Framura                 | La Spezia | Silver    |
| Genova Acquasanta                 | Genua                   | Genua     | Bronze    |
| Genova Bolzaneto                  | Genua                   | Genua     | Silver    |
| Genova Borzoli                    | Genua                   | Genua     | Bronze    |
| Genova Brignole                   | Genua                   | Genua     | Gold      |
| Genova Cornigliano                | Genua                   | Genua     | Silver    |
| Genova Costa                      | Genua                   | Genua     | Bronze    |
| Genova Granara                    | Genua                   | Genua     | Bronze    |
| Genova Nervi                      | Genua                   | Genua     | Silver    |
| Genova Pegli                      | Genua                   | Genua     | Silver    |
| Genova Piazza Principe            | Genua                   | Genua     | Platinum  |
| Genova Pontedecimo                | Genua                   | Genua     | Silver    |
| Genova Pra                        | Genua                   | Genua     | Silver    |
| Genova Quarto dei Mille           | Genua                   | Genua     | Silver    |
| Genova Quinto al Mare             | Genua                   | Genua     | Silver    |
| Genova Rivarolo                   | Genua                   | Genua     | Silver    |
| Genova Sampierdarena              | Genua                   | Genua     | Gold      |
| Genova San Biagio                 | Genoenua                | Genua     | Bronze    |
| Genova Sestri Ponente             | Genenua                 | Genua     | Silver    |
| Genova Sturla                     | Genua                   | Genua     | Silver    |
| Genova Vesima                     | Genua                   | Genua     | Bronze    |
| Genova Via di Francia             | Genua                   | Genua     | Bronze    |
| Genova Voltri                     | Genua                   | Genua     | Silver    |
| Imperia Oneglia                   | Imperia                 | Imperia   | Silver    |
| Imperia Porto Maurizio            | Imperia                 | Imperia   | Silver    |
| Isola del Cantone                 | Isola del Cantone       | Genua     | Bronze    |
| La Spezia Centrale                | La Spezia               | La Spezia | Gold      |
| La Spezia Migliarina              | La Spezia               | La Spezia | Silver    |
| Laigueglia                        | Laigueglia              | Savona    | Bronze    |
| Lavagna                           | Lavagna                 | Genua     | Silver    |
| Levanto                           | Levanto                 | La Spezia | Silver    |
| Loano                             | Loano                   | Savona    | Silver    |
| Luni                              | Luni                    | La Spezia | Bronze    |
| Manarola                          | Manarola                | La Spezia | Silver    |
| Mele                              | Mele                    | Genua     | Bronze    |
| Mignanego                         | Mignanego               | Genua     | Bronze    |
| Moneglia                          | Moneglia                | Genua     | Silver    |
| Monterosso                        | Monterosso al Mare      | La Spezia | Silver    |
| Mulinetti                         | Mulinetti               | Genua     | Bronze    |
| Olivetta-S.Michele                | Olivetta                | Imperia   | Bronze    |
| Piana                             | Piana Crixia            | Savona    | Bronze    |
| Piano Orizzontale dei Giovi       | Serra Riccò             | Genua     | Silver    |
| Pietra Ligure                     | Pietra Ligure           | Savona    | Silver    |
| Pietrabissara                     | Pietrabissara           | Genua     | Bronze    |
| Pieve Ligure                      | Pieve Ligure            | Genua     | Bronze    |
| Pontetto                          | Pontetto                | Genua     | Bronze    |
| Quiliano-Vado Ligure              | Vado Ligure             | Savona    | Bronze    |
| Rapallo                           | Rapallo                 | Genua     | Gold      |
| Recco                             | Recco                   | Genua     | Silver    |
| Riomaggiore                       | Riomaggiore             | La Spezia | Silver    |
| Riva Trigoso                      | Riva Trigoso            | Genua     | Bronze    |
| Rocchetta Cairo                   | Rocchetta Cairo         | Savona    | Bronze    |
| Ronco Scrivia                     | Ronco Scrivia           | Genua     | Silver    |
| Rossiglione                       | Rossiglione             | Genua     | Silver    |
| San Giuseppe di Cairo             | San Giuseppe di Cairo   | Savona    | Silver    |
| Santa Margherita Ligure-Portofino | Santa Margherita Ligure | Genua     | Silver    |
| Santo Stefano di Magra            | Santo Stefano di Magra  | La Spezia | Silver    |
| San Remo                          | San Remo                | Imperia   | Silver    |
| Santuario                         | Santuario               | Savona    | Bronze    |
| Sarzana                           | Sarzana                 | La Spezia | Silver    |
| Savona                            | Savona                  | Savona    | Gold      |
| Sestri Levante                    | Sestri Levante          | Genua     | Silver    |
| Sori                              | Sori                    | Genua     | Silver    |
| Spotorno-Noli                     | Spotorno                | Savona    | Silver    |
| Taggia-Arma                       | Taggia                  | Imperia   | Silver    |
| Vallecrosia                       | Vallecrosia             | Imperia   | Bronze    |
| Varazze                           | Varazze                 | Savona    | Silver    |
| Ventimiglia                       | Ventimiglia             | Imperia   | Gold      |
| Vernazza                          | Vernazza                | La Spezia | Silver    |
| Vezzano Ligure                    | Vezzano Ligure          | La Spezia | Silver    |
| Zoagli                            | Zoagli                  | Genua     | Bronze    |